# 里弗賽德公園 (加利福尼亞州)
里弗賽德公園（英語：Riverside Park）是位於美國加利福尼亞州洪堡縣的一個非建制地區。該地的面積和人口皆未知。

## 地理
里弗賽德公園的座標為40°29′42″N 123°59′34″W / 40.49500°N 123.99278°W，而該地的平均海拔高度為77米（即253英尺）。